# شدادیان
شدّادیان دودمانی ایرانی از تبار کردها بود که در سال‌های ۳۴۰ تا ۴۸۰ یا ۴۶۸ هجری قمری در نواحی گنجه، بردعه، بیلقان، دوین یا دَبیل(در ابتدا و برخی سال‌ها) حاکم بوده است. که به طور کلی شدّادیان اُمرای ارّان و قسمت‌هایی از ارمنستان بودند و بعضاً نواحی از شروان ، گرجستان و روم شرقی را هم به تصرف خود در می‌آوردند. شدادیان به قولی از اعقاب روادیان بوده اند، هر چند قطران در اشعارش نسبشان را به ساسانیان بر می گرداند. بنیان‌گذار این سلسله محمد بن شدّاد بن قرتپ (در اصل قُرتق) بود.
نام برخی از شخصیت‌های مهم آنها علی لشکری (یکم و دوم)، فضل یا فضلون (یکم و دوم و سوم) و ابوالاسوار شاور(بن فضل یکم بن محمد)، در اشعار و منابع تاریخی آمده است. شدادیان در جنگ‌های اسلام با روم، طوایف گرجی و ارمنی و دیگر طوایف این مناطق نقش برجسته‌ای داشتند.
شدادیان در ابتدای به قدرت رسیدن درگیری های نیز با دیلمیان داشتند.

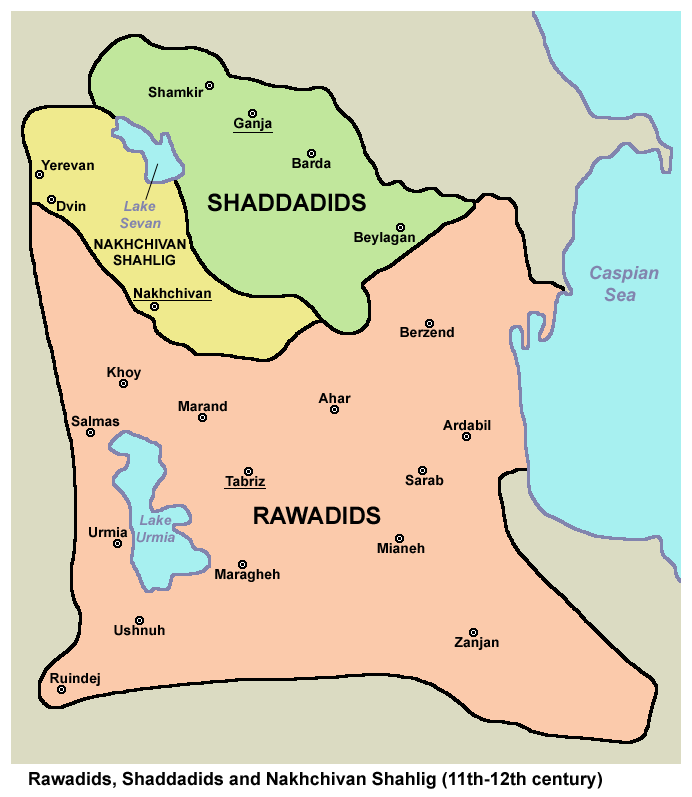
نقشهٔ شدادیان و روادیان

## ریشه ها
شدادیان اصالتاً از قوم کرد بودند و از قبیله هزبانیان آمده بودند. تاریخ‌نگار اندرو پیکاک خاطرنشان می‌کند که شدادیان «آرزوی تباری درخشان‌تر از تبار قبایل کرد را داشتند». برخی از اعضای خانواده شدادیان، مانند منوچهر، انوشیروان، گودرز و اردشیر، به نام شاهنشاهان ساسانی(224-651 میلادی) نامگذاری شده بودند و این سلسله نیز خود را از تبار ساسانیان می‌دانست. مفهوم ادعای ارتباط با گذشته ایران پیش از اسلام، همانطور که «به دنبال مشروعیت بخشیدن به خود به عنوان وارثان سنت‌های ایرانی پیش از اسلام بودند»، ویژگی‌ای بود که شدادیان با بسیاری از سلسله‌های معاصر دیگر به اشتراک گذاشتند. علاوه بر تأثیرات ایرانی، تأثیرات ارمنی نیز در میان خاندان حاکم شدادیان وجود داشت که در اعضای خانواده با نام‌های ارمنی مانند آشوت مشهود است.

## حاکمان شدادی
امیران در دوین و گنجه  :
محمد (۹۵۱–۹۵۴)
لشکری اول (۹۷۱–۹۷۸)
مرزبان (۹۷۸–۸۵)
فضل اول (۹۸۵–۱۰۳۱)
ابوالفتح موسی (۱۰۳۱–۳۴)
لشکری دوم (۱۰۳۴–۴۹)
انوشیروان (۱۰۴۹)
ابوالاسوار شاوور اول (1049–67)
فضل دوم (۱۰۶۷–۷۳)
آشوت (۱۰۶۸–۶۹)
فضل سوم (۱۰۷۳–۷۵)
 امیران در آنی  :
منوچهر (۱۰۷۲–۱۱۱۸)
ابوالاسوار شاوور دوم (1118-24)
فضل چهارم (۱۱۲۵-؟)
محمود (؟–۱۱۳۱)
خوشچیکر (۱۱۳۱-؟)
فکر الدین شداد (؟–۱۱۵۵)
فضل پنجم (۱۱۵۵–۶۱)
شاهنشاه (۱۱۶۴–۷۴)
سلطان بن محمود (?–حدود 9/1198)